# Gruppo Dziga Vertov
Il Gruppo Dziga Vertov è un collettivo di autori francesi di cinema costituitosi nel 1969, il cui principale esponente è Jean-Luc Godard. Il gruppo si scioglie tra fine 1972 e inizio 1973 dopo avere realizzato 6 lungometraggi.
Il collettivo è composto da Jean-Luc Godard, già affermato regista con dieci anni di attività alle spalle, e da Jean-Pierre Gorin; in alcune produzioni assumono un ruolo di rilievo anche Jean-Henri Roger e il cineoperatore Armand Marco, mentre altri nomi partecipano occasionalmente: Gérard Martin, Nathalie Billard, Paul Bourron, Anne Wiazemsky, Nathalie Biard, Raphaël Sorin e Isabel Pons.

## I membri del Gruppo Dziga Vertov

### Jean-Luc Godard
Dopo il 1968, Jean-Luc Godard non vuole più lavorare da solo. La sua posizione è l'estremo opposto della “politica degli autori” caldeggiata dal collega e amico François Truffaut (ben presto i due litigheranno furiosamente e irrimediabilmente), per Godard l'autore non esiste più:
(Jean-Luc Godard su Tribune Socialiste)
Godard non crede più alle possibilità di sovvertire il cinema dall'interno del sistema, e dà inizio a una nuova fase della propria carriera durante la quale tenta di ripensare il modo di fare cinema, di escogitare la possibilità concreta di una sua rifondazione: altre immagini, altre parole, e soprattutto un altro rapporto tra suono e immagine.
L'uomo di cinema è dunque nel suo pensiero post-Sessantotto un filosofo, ma un filosofo materialista, e il suo compito in questo momento è produrre un cinema materialista per lottare contro l'ideologia borghese; un cinema di avanguardia e di rottura non solo nei confronti della cinematografia ufficiale ma anche contro gli equivoci del cinema progressista.

### Jean-Pierre Gorin
L'incontro con Gorin, allora giovane giornalista della pagina culturale di Le Monde, avviene nel 1967 durante le ricerche per il film La cinese. Pur senza essere un militante, il ragazzo è molto vicino a alcuni membri dell'UJC(ml), che da dicembre 1966 organizza gli studenti maoisti francesi. Durante una cena alla quale è presente anche il famoso critico comunista Georges Sadoul, Godard è colpito dalle idee di Gorin a proposito di un vero cinema politico. I due iniziano a frequentarsi. Quando durante la bufera del Maggio francese Godard inizia a lavorare ai Ciné-tracts (cine-volantini), cortometraggi della durata di pochi minuti l'uno non firmati dagli autori, Gorin è fra i suoi collaboratori.
Nello stesso 1968 il regista commissiona a Gorin e a Nathalie Biard una sceneggiatura dal titolo Un film français, che i due scrivono tra maggio e giugno, il cui soggetto sono una giornata nella via di una ventina di soggetti alla ricerca di nuove vie politiche nella musica, nel teatro, nel cinema e nell'editoria. Al suo posto Godard girerà poi Un film comme les autres in rapidità ed economia a fine luglio.

### Jean-Henri Roger
Godard incontra Roger, allora studente ventenne e militante maoista, nell'autunno 1968 durante un corso all'IFC, Institut de formation cinématographique. I due fanno amicizia e cominciano a frequentarsi. Godard abita nella parte alta della rue Saint-Jacques, spesso i due si vedono per la prima colazione al Café La Favorite nel vicino boulevard Saint-Michel: parlano di critica e politica, progettano una rottura del vecchio modo di fare cinema. Godard prova in questo momento della propria carriera artistica, dopo la frattura politica del Sessantotto,
(Jean-Henri Roger)
La seconda moglie di Godard, Anne Wiazemsky, data da quest'incontro con Roger l'inizio dell'impegno collettivo del marito, e vive male l'arrivo del giovane nell'appartamento dei due:
(Anne Wiazemsky)

### Armand Marco
L'operatore Armand Marco, che Godard incontra nel 1967 durante le manifestazioni contro la guerra del Vietnam, lavora con il regista all'episodio L'amore del film collettivo Amore e rabbia, e anche a qualche ciné-tract. Entra attivamente nel Gruppo Dziga Vertov solo dall'autunno 1969 durante la post-produzione di Vento dell'est.

## I film del Gruppo Dziga Vertov
I film prodotti dal Gruppo vengono bollati dalla critica coeva come astratti, intellettualistici, formalmente brutti, e insopportabilmente pesanti a confronto con i precedenti film di Godard. Per quasi vent'anni scompaiono letteralmente dalle biografie sul regista franco-svizzero finché vengono riscoperti, grazie alla distanza temporale (e al restauro delle copie); oggi la critica vi vede una continua vertigine estetica, un rigoroso esperimento formale e una ricerca sul linguaggio del cinema.

### British Sounds
Il primo lavoro del Gruppo Dziga Vertov è il film British Sounds commissionato dalla televisione inglese alla piccola casa di produzione Kestrel Films: un documentario sulle frazioni minoritarie della sinistra parlamentare inglese, che Godard e Roger girano nel febbraio 1969 con sindacalisti di orientamento trozkista, studenti, operai della British Motor Corporation e militanti femministe della rivista Black Dwarf. Esplicito intento degli autori è dissociare la pellicola dalla banda sonora in modo da criticare le immagini tramite i suoni e decostruire il cinema tradizionale.

### Pravda
Il secondo film del Gruppo trae origine da una commissione del direttore della Televisione di stato cecoslovacca per filmare il congresso del Partito Comunista di Cecoslovacchia sotto la segreteria Alexander Dubček durante la Primavera di Praga nel 1968. Nell'agosto tuttavia le truppe del Patto di Varsavia invadono militarmente il paese e arrestano il cammino dei comunisti locali verso l'indipendenza politica dall'Unione Sovietica. Godard e Roger partono comunque per Praga nell'aprile 1969 con un budget di 6000 dollari del produttore statunitense Grove Press, ma si rendono presto conto che è impossibile parlare con i dissidenti nel paese occupato, e tornano a casa con poco materiale che permetterà comunque di produrre un film di 58 minuti.

### Vento dell'est
Nel 1969 Godard, Roger e la Wiazemsky partono insieme al leader studentesco Daniel Cohn-Bendit per Roma, dove hanno intenzione di lavorare a un “western politico”, o meglio un “western gauchiste spaghetti”, con Gian Maria Volonté come attore. Nel progetto di Vento dell'est viene coinvolto anche il regista Marco Ferreri attivista di Lotta Continua. I finanziamenti sono importanti, 220.000 dollari, il budget più alto di cui Godard abbia disposto fino a questo momento. Jean-Pierre Gorin non può partecipare, è ricoverato a Parigi per un incidente in motocicletta, ma arriverà quando le riprese sono ancora in corso per correggere le posizioni troppo “anarchiche” di Cohn-Bendit.
Il risultato è un pot-pourri senza capo né coda, con la star Volonté sottoutilizzata e filmata come una comparsa qualsiasi. Esasperata dall'influenza che i dogmatici giovani maoisti hanno sul marito, Anne Wiazemsky se ne va con un altro uomo e Godard rientra a Parigi nel giugno 1969, in preda alla depressione; dopo un maldestro tentativo di suicidio con barbiturici, cerca anche di gettarsi dalla finestra, bloccato all'ultimo momento da un amico che passa per caso. Il caos di materiale girato acquista finalmente la forma di film nei quattro mesi di montaggio a cura di Godard e Gorin.
A partire da Vento dell'est, Jean Henri Roger assume un ruolo assolutamente minore nel gruppo, che si può identificare con Godard e Gorin; tutti gli altri nomi inclusi a vario titolo intervengono solamente a traino di loro due: Paul Bourron, Anne Wiazemsky, Nathalie Biard, Raphaël Sorin e Isabel Pons. La distribuzione dei film è fortemente limitata a qualche festival europeo e a qualche campus americano, al punto che si può parlare di “film invisibili”, ancora oggi difficili da reperire.

### La formalizzazione del Gruppo Dziga Vertov
Il nome del gruppo, con riferimento alla famosa collaborazione tra i fratelli d'oro della cinematografia sovietica  (l'operatore Boris Kaufman e il regista Dziga Vertov), sarebbe stato evocato da Jean-Pierre Gorin sul letto d'ospedale nella primavera 1969 durante una visita di Godard. Quest'ultimo vede nella scelta anche una contrapposizione estetica e politica.
(Jean-Luc Godard)
Il nome del gruppo nasce quindi durante le riprese di Vento dell'est, ma né questo film (che non ha titoli di testa o di coda) né altri saranno mai firmati “Gruppo Dziga Vertov”. La sigla collettiva appare piuttosto in conferenze, interviste e testi scritti. La sua parola d'ordine è l'intento di “Non fare film politici, ma fare politicamente dei film politici” che sono evidentemente il punto d'arrivo di un'evoluzione godardiana dai film “brechtiani” (Les Carabiniers) a quelli d'inchiesta (Due o tre cose che so di lei o Il maschio e la femmina) e fino ai film di didattica politica (La cinese e La gaia scienza). Il suo slogan in concreto significa che se un film non viene “pensato politicamente” fino dal momento della realizzazione, non può svolgere un ruolo politico effettivo; al massimo può avere una funzione consolatoria, per esempio galvanizzare i militanti o scandalizzare gli spettatori democratici per la brutalità della polizia.
La paternità di British Sounds e Pravda viene rivendicata retrospettivamente dal Gruppo.
Il richiamo al cineasta sovietico Dziga Vertov è simbolico, comporta una filiazione esplicita a un cinema che proponeva un montaggio “dialettico” di suono e immagine; è la poetica del kinoglaz, il cine-occhio che ambiva a registrare la vita e la verità (la kino-pravda, “cine-verità”) di un cinema nuovo e rivoluzionario, fuggendo dalla “tirannia del narrativo”. Vertov è un modello teorico e anche pratico, che Gorin e Godard si impegnano a studiare in profondità.
Lo Dziga Vertov si colloca in un panorama di gruppi che si dedicano all'arte militante, nati dopo lo scioglimento degli Stati Generali del Cinema, la cui conflittualità è lo specchio delle divisioni nelle frazioni della sinistra extraparlamentare; Gruppo Slon, Gruppo Medvedkin, Gruppo Dynadia portarono avanti una violenta polemica politico-artistica per i primi anni Settanta, i cui problemi di comunicazione Godard progettò persino di documentare con un film (titolo di lavoro Communications) del quale realizzò solo poche inquadrature.
Malgrado il regista tenti di minimizzare il proprio ruolo e faccia sparire il nome dai film, la sua presenza non può che schiacciare gli altri membri del gruppo: durante le uscite in pubblico tutta l'attenzione è per Godard. Solo lui, inoltre, può attirare i finanziamenti necessari al lavoro.

### Lotte in Italia
Il quarto film del gruppo, Lotte in Italia, è prodotto dalla Rai con la piccola casa di produzione Cosmoseion Roma e la Anouchka Films (di proprietà di Godard). Dovrebbe essere un film ambientato e girato in Italia, in realtà quasi tutte le riprese hanno luogo nell'appartamento del regista a Parigi. La protagonista è però un'attrice italiana, Cristiana Tullio-Altan che ha già avuto una piccola parte in Vento dell'est. Qualche immagine viene anche filmata a fine dicembre 1969 nella periferia industriale di Milano, oltre che in una fabbrica di Roubaix.
Questo è l'unico film del gruppo che si possa attribuire più a Gorin che a Godard. Il giovane si ispira a testi del filosofo marxista Louis Althusser, il quale pare abbia pianto di gioia assistendo a una proiezione privata. Dal punto di vista ideologico, è questo il più perfetto ed esemplare film teorico del Gruppo Dziga Vertov.
La RAI rifiuta, come c'era da aspettarsi, il film.

### Jusqu'à la victoire
Nel febbraio 1969 Yasser Arafat diventa presidente dell'Organizzazione per la Liberazione della Palestina: il suo partito, Fatah, fonda un'unità cinema nel quadro della propaganda politica. Godard viene contattato attraverso la Lega araba, riceve un anticipo di 6000 dollari e un invito a girare un film nei campi profughi in Libano e Giordania.
Godard e Gorin redigono insieme ad Armand Marco, che diventa terzo membro attivo del gruppo, il progetto di Jusqu'à la victoire (“Fino alla vittoria”), che non vedrà mai la luce in quanto tale, ma il cui materiale verrà incorporato in Ici et ailleurs quando nel 1976 Godard farà già coppia con Anne-Marie Miéville. I tre si recano almeno sei volte in Medio Oriente da marzo a agosto 1970. Negli intervalli delle riprese Godard è invischiato nella crisi coniugale con Anne Wiazemsky.
Jusqu'à la victoire non viene mai montato nella sua forma finale: Godard e Gorin rifiutano di fare un semplice film di propaganda come richiesto dal committente, un film “progressista e democratico” che mostri al mondo le ragioni dei palestinesi. A seppellire il progetto arriva la tragedia del Settembre Nero, il massacro nei campi palestinesi di Amman voluto da re Husayn di Giordania. L'amarezza per la constatazione che molti uomini e donne che appaiono nelle immagini sono già morti deprime gli autori al punto di abbandonare il montaggio.

### Vladimir et Rosa
Godard riceve una nuova commissione per un film che risulterà l'unico lavoro elaborato davvero come gruppo. Le riprese hanno luogo tra fine agosto e metà settembre 1970 a Parigi, in uno studio di rue de Rennes. Il titolo, che allude a Vladimir Lenin e Rosa Luxemburg, è studiato solo per attirare finanziamenti tedeschi, in realtà il soggetto è il “processo agli 8 di Chicago”, esponenti dell'estrema sinistra americana accusati di provocare una sommossa in occasione della Convention democratica di Chicago nell'agosto 1968. Gli imputati, alla fine condannati solo per “ingiurie alla corte”, avevano trasformato le udienze in uno show con dialoghi burleschi di sapore brechtiano, e il processo in una specie di circo della durata di sei mesi.
Godard e Gorin studiano i verbali delle udienze. Il loro fine è “ritorcere lo spettacolo contro il potere della borghesia”. In questo film comico e profondamente farsesco, i due autori appaiono anche nella pellicola come attori, nei panni di poliziotti muniti di manganello.
Il film, ufficialmente l'ultimo del Gruppo Dziga Vertov, risulta una specie di “cinegiornale ricostruito” come quelli che Georges Méliès metteva in scena usando attori al posto di re e generali, però in uno stile agit-prop, tra Majakovskij e Brecht.

### Il declino del gruppo
Il matrimonio di Godard è al fondo della crisi, la separazione dalla Wiazemsky diventa effettiva e irreparabile. La moglie e attrice attribuisce la colpa a Jean-Pierre Gorin:
(Anne Wiazemsky)
La Wiazemsky lascia l'appartamento di rue Saint-Jacques a novembre 1970. Godard, dopo un ricovero per depressione, si isola da tutti, circondato solo dal Gruppo Dziga Vertov, cioè Jean-Pierre Gorin. I due lavorano in simbiosi alla prospettiva di un'opera fatta di “oggetti visuali non identificati”. Lavorano tutti i giorni, dalle 10 del mattino alle 2 di notte, fino al 1972, allargandosi a volte in riunioni con tutto il Gruppo. Tra i progetti pratici c'è il recupero del film Bežin lug (1937) di Ejzenstein, censurato, inedito e perduto, del quale lavorano a recuperare fotogramma per fotogramma dagli archivi e dalle collezioni. Lavorano anche nel 1971 a uno spot pubblicitario, protagonista Juliet Berto, per una crema da barba.
Godard va in tournée nei campus universitari americani, dove circolano i suoi film più politici. Diventa una vera icona tra gli studenti più radicali. Ottiene un contratto per 5 nuovi film (il primo dovrebbe essere una riduzione cinematografica de Il 18 brumaio di Luigi Bonaparte di Karl Marx, ma il progetto non sarà realizzato).
Il 27 aprile 1970 Godard e Gorin vengono sequestrati per qualche ora da un gruppo di contestatori maoisti a Minneapolis.

### Crepa padrone, tutto va bene
L'atto finale del Gruppo Dziga Vertov è la realizzazione del film Crepa padrone, tutto va bene, di nuovo una grande produzione internazionale con Jane Fonda e Yves Montand. Gorin è favorevole, Marco contrario. Tutti sanno che questo lavoro significa rientrare nel “sistema”, ma economicamente non hanno scelta, non ci sono più fondi.
Il 9 giugno 1971, durante la lavorazione del film, Jean-Luc Godard ha un grave incidente automobilistico: la moto della sua montatrice Christine Aya, dalla quale ha ottenuto un passaggio, per evitare uno scontro durante un sorpasso azzardato si schianta sul selciato. Il regista viene investito da un autobus e ne ricava fratture multiple al bacino, la rottura di cinque costole e un trauma cranico. Il lavoro del film procede a rilento, supervisionato da Gorin, che convince anche con lusinghe e minacce Jane Fonda a non abbandonare le riprese. Godard non è in grado di rimettersi in piedi fino a inizio 1972 e i due attori rifiutano di lavorare solo con Gorin.
Il gruppo si disintegra a fine 1972. Geloso dell'attenzione universale per il ritorno di Godard come regista commerciale, Jean-Pierre Gorin vorrebbe fare un film tutto suo, recuperando la sceneggiatura di Un film français da lui scritta nel 1968; non ci riesce, si lascia tentare dall'eroina. A inizio 1973 lascia la Francia. Dopo un passaggio in Marocco e un anno in Messico arriva negli Stati Uniti, dove lavorerà a Apocalypse Now di Francis Ford Coppola. Si stabilirà all'università di La Jolla a San Diego.
Alla disintegrazione del Gruppo Dziga Vertov fa seguito, per Godard, un'altra drammatica rottura, stavolta con l'amico di una vita François Truffaut, del quale Godard disprezza il recente Effetto notte. Il loro allontanamento sarà brutale e definitivo, senza possibilità di recupero fino alla morte precoce di Truffaut dieci anni dopo.